# فناوری یخ پمپ‌شونده

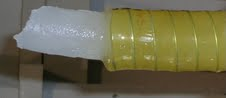
یخ پمپاژ شده‌ای که از لوله پلاستیکی عبور می‌کند.

فناوری یخ پمپ‌شونده یا فناوری یخ پمپاژشونده (به انگلیسی: Pumpable ice technology)، یک روش برای تولید و استفاده از مایعات یا مبرد‌های ثانویه است که بر اساس گرانروی آب یا ژله و ظرفیت خنک‌کنندگی یخ عمل می‌کند. یخ پمپ‌شونده به‌طور معمول، به صورت دوغابی از بلورهای یخ یا ذراتی از ۵ میکرومتر تا قطر ۱ سانتی‌متر است که در آب نمک، آب دریا، حباب‌های گاز هوا، ازن یا دی‌اکسید کربن حمل می‌شود.

## روش تولید
برای تولید یخ پمپ‌شونده دو روش نسبتاً ساده وجود دارد. اولین مورد، تولید اشکال معمول یخ جامد کریستالی، مانند صفحه، لوله، یخ پوسته یا پوسته پوسته، با خرد کردن و مخلوط کردن آن با آب است. این مخلوط از غلظت‌های مختلف یخ و ابعاد ذرات (بلورهای یخ می‌توانند از ۲۰۰ میکرومتر تا ۱۰ میلی‌متر طول داشته باشند) توسط پمپ‌ها از مخزن ذخیره به مصرف‌کننده منتقل می‌شود.
روش دوم ایجاد فرایند تبلور در داخل حجم مایع خنک شده‌است. این تبلور، با استفاده از خلأ (vacuum) یا فن آوری‌های خنک‌سازی قابل انجام است. در فناوری خلأ، فشار بسیار کم قسمت کوچکی از آب، آن را مجبور به تبخیر می‌کند در حالی که آب باقیمانده منجمد می‌شود و مخلوط آب و یخ تشکیل می‌دهد. بسته به غلظت افزودنی، دمای نهایی یخ پمپ‌شونده بین صفر تا -۴ درجه سانتی گراد است. حجم زیاد بخار و فشار عملیاتی حدود 6 mbar (600 Pa) نیاز به استفاده از کمپرسور بخار آب با حجم زیاد دارد. این فناوری از نظر اقتصادی منطقی است و می‌تواند برای سیستم‌هایی با ظرفیت خنک‌کننده ۱ مگاوات (۳۰۰ تن تبرید؛ ۳٫۵ میلیون BTU / ساعت) یا بیشتر توصیه شود. تبلور با خنک سازی می‌تواند با استفاده از سیستم‌های مستقیم یا غیر مستقیم انجام شود.

## فناوری یخ پمپ‌شونده مستقیم
یک مبرد به‌طور مستقیم در داخل مایع تزریق می‌شود. مزیت این روش، عدم وجود هیچ وسیله میانی بین مبرد و مایع است. با این حال، عدم اتلاف گرما بین مبرد و مایع در روند فعل و انفعال حرارتی (انتقال حرارت) ممکن است مشکلاتی ایجاد کند. اقدامات ایمنی که باید اجرا شود، نیاز به مرحله اضافی جداسازی مبرد و مشکلات تولید بلورها از دیگر معایب این روش است.

## فناوری یخ پمپاژشونده غیرمستقیم

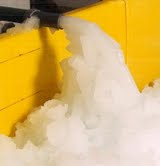
یخ پمپ‌شونده با غلظت بالا

در روش‌های غیر مستقیم، اواپراتور (مبدل حرارتی - تبلور) به صورت افقی یا عمودی مونتاژ می‌شود. این یک لوله پوسته ای است که با یک تا صد لوله داخلی مونتاژ می‌شود و حاوی یک مبرد است که بین پوسته و لوله داخلی تبخیر می‌شود. مایعات از طریق لوله‌های قطر کوچک جریان می‌یابد. در حجم داخلی اواپراتور، انتقال گرما، فراسرمایش و انجماد مایع به دلیل تبادل گرما با دیواره خنک‌کننده کریستالیزور صورت می‌گیرد.
فناوری‌های یخ ناپمپ‌شونده غیرمستقیم، یخ پمپ‌شونده را شامل ۵ تا ۵۰ میکرومتر بلور تولید می‌کنند و دارای مزایای زیادی هستند: آنها می‌توانند به جای ۹۰ تا ۱۳۰ کیلووات ساعت مورد نیاز برای تولید منظم، با مصرف کم انرژی، ۶۰ تا ۷۵ کیلووات ساعت، ۱۰۰۰ کیلوگرم یخ بلور تولید کنند. پیش‌بینی می‌شود با پیشرفتهای بیشتر، مصرف انرژی ویژه برای تولید یخ ۴۰ تا ۵۵ کیلووات ساعت در هر ۱۰۰۰ کیلوگرم یخ خالص و ظرفیت یخ مخصوص بالا در هر سطح در سطح خنک‌کننده اواپراتور (حداکثر ۴۵۰ کیلوگرم در متر مربع) افزایش یابد.
اواپراتورهای تجاری از نوع دو لوله ای که در صنایع غذایی و ماهی مورد استفاده قرار می‌گیرند، دارای قطر داخلی لوله داخلی و طول آن در محدوده ۵۰–۱۲۵ میلی‌متر و ۶۰–۳۰۰ سانتی‌متر هستند. برای روغن روانسازی که از بین می‌رود، اواپراتورها به‌طور گسترده‌ای در ابعاد زیر استفاده می‌شوند: قطر داخلی لوله داخلی ۱۵۰–۳۰۰ میلی‌متر است. طول ۶۰۰–۱۲۰۰ سانتی‌متر است. گاهی اوقات می‌توان به مایعی که از طریق اواپراتور جریان دارد، گازی اضافه کرد. این کار، مایعی راکه لایه لایه ذوی سطح مبدل حرارتی خنک‌کننده، سرد شده را از بین می‌برد، تلاطم جریان را افزایش می‌دهد و ویسکوزیته متوسط یخ قابل پمپ را کاهش می‌دهد. مایعات مختلفی مانند آب دریا، آب میوه، آب نمک یا محلولهای گلیکولی مواد افزودنی با غلظت بیش از ۵–۵٪ و نقطه انجماد کمتر از -۲ درجه سانتیگراد، در فرایند استفاده می‌شود. به‌طور معمول، تجهیزات تولید، انباشت و تأمین یخ‌های قابل پمپ شامل یخ ساز، مخزن ذخیره‌سازی، مبدل حرارتی، لوله‌کشی، پمپ‌ها و وسایل و دستگاه‌های الکتریکی و الکترونیکی است. یخ قابل پمپ با حداکثر غلظت یخ ۴۰٪ را می‌توان مستقیماً از یخ ساز به سمت مصرف‌کننده پمپ کرد. غلظت نهایی احتمالی یخ قابل پمپ در مخزن ذخیره‌سازی ۵۰٪ است. حداکثر مقدار انرژی خنک‌کننده یخ قابل پمپاژ انباشته شده در مخزن ذخیره‌سازی در یک فاز همگن حدود ۷۰۰ کیلووات ساعت است که مربوط به ۱۰–۱۵ متر مکعب حجم مخزن ذخیره‌سازی است. از مخلوط کن با برش بالا برای جلوگیری از جدا شدن یخ از مایع خنک شده استفاده می‌شود و غلظت یخ را با گذشت زمان بدون تغییر و تحت تأثیر ارتفاع مخزن نگه می‌دارد. یخ قابل پمپ از مخزن ذخیره به مکانی منتقل می‌شود که صدها متر دورتر باشد.
در مخازن با حجم بزرگتر از ۱۵ متر مکعب، یخ قابل پمپ مخلوط نمی‌شود و انرژی سرد یخ ذخیره شده فقط توسط انتقال حرارت مایعی که بین یک مخزن ذخیره و مصرف‌کنندگان سرما جریان دارد، استفاده می‌شود. از معایب مخازن ذخیره یخ موجود می‌توان به موارد زیر اشاره کرد:
طغیان ناگهانی و غیرقابل کنترل پشته‌های یخی که به دلیل پاشیدن ناهموار مایعات گرم بوجود می‌آیند. این مایع از طریق مبدل حرارتی با تماس مستقیم با سطح یخ، از مبدل حرارتی به مخزن ذخیره داده می‌شود. محلول به صورت ناهموار در فضا پاشیده می‌شود. علاوه بر این، میزان عرضه ثابت نیست؛ بنابراین، یخ‌ها به صورت ناهموار ذوب می‌شوند؛ بنابراین، سنبله‌های یخ از سطح یخ بالا می‌روند، که منجر به از بین رفتن دستگاه‌های اسپری کننده می‌شود. در این حالت لازم است سطح محلول در مخزن ذخیره‌سازی کاهش یابد تا از شکستن دستگاه‌های اسپری جلوگیری شود.
یخ جمع شده در مخزن به یک تکه بزرگ تبدیل می‌شود. مایع گرم حاصل از سیستم تهویه هوا ممکن است کانالهایی ایجاد کند که از طریق آنها مایع می‌تواند بدون خنک شدن به سیستم برگردد. در نتیجه، از یخ‌های جمع شده به‌طور کامل استفاده نمی‌شود.
استفاده بی اثر از حجم مخزن تجمع، منجر به کاهش حداکثر غلظت یخ قابل دستیابی و عدم توانایی در پر کردن کل حجم کار مخزن ذخیره می‌شود.
تحقیق و توسعه در زمینه غلبه بر این معایب در حال انجام است و انتظار می‌رود منجر به تولید انبوه مخازن تجمع ارزان، قابل اطمینان و کارآمد شود. این مخازن باید از غلظت یخ بالاتر اطمینان حاصل کنند و امکان استفاده کامل از پتانسیل سرما ذخیره شده را فراهم کنند.

## کاربردها
بسیاری از تولیدکنندگان یخ ساز، مراکز تحقیقاتی، مخترعین در حال کار بر روی فناوری‌های یخ قابل پمپ هستند. به دلیل بهره‌وری بالای انرژی، کاهش اندازه و شارژ مبرد کم، کاربردهای زیادی برای این فناوری وجود دارد. طرح‌های مختلف یخ ساز قابل پمپاژ و بسیاری از موارد خاص برای کاربرد وجود دارد. این انتخاب توسط برنامه‌های رایانه ای توسعه یافته توسط تولیدکنندگان تسهیل می‌شود.
مشتری که قصد استفاده از فناوری یخ قابل پمپاژ را دارد باید اطلاعات زیر را داشته باشد:
- حداکثر / حداقل ظرفیت خنک‌کننده مورد نیاز (TR)
- مشخصات مصرف انرژی (TR • ساعت) گیاه بیش از ۲۴ ساعت، یک هفته، یک فصل و یک سال
- دامنه‌های دمایی محصولات در یخچال (آب، آب، مایعات، غذا و ماهی)
- شرایط دمایی آب و هوا در محل مشتری
- محدودیت‌های طراحی در جایگذاری تجهیزات
- مشخصات سیستم منبع تغذیه
- اهداف و برنامه‌های گسترش آینده

هنگام طراحی مخازن ذخیره‌سازی، چندین ویژگی باید در نظر گرفته شود:
هدف استفاده از سیستم PIT:استفاده از یخ قابل پمپ برای تماس مستقیم با یخچال و فریزر، نیاز به نصب مخازن ذخیره با مخلوط کن دارد. برای غلبه بر تمایل یخ به یخ زدن به شکل کوه یخ و پمپاژ یخ از طریق لوله‌ها در فاصله ۱۰۰ متر تا ۲۰۰ متر، باید از اختلاط مداوم استفاده شود. برای کاربردهای یخ قابل پمپاژ در سیستم‌های ذخیره انرژی گرمایی، اختلاط لازم نیست. فضای موجود: برای تعیین نوع ساخت (عمودی یا افقی) و تعداد مخازن ذخیره‌سازی، ابعاد سایت و ارتفاعات مجاز باید در نظر گرفته شود. انرژی ذخیره شده روزانه و هفتگی مورد نیاز: هزینه مخازن ذخیره، عامل مهمی در هزینه کل سیستم یخ قابل پمپ است. به‌طور معمول، مخازن ذخیره با انرژی ذخیره شده ۱۰–۲۰٪ بیشتر از مقدار مورد نیاز برای تولید طراحی می‌شوند. علاوه بر این، لازم به یادآوری است که غلظت ۱۰۰٪ یخ در مخزن غیرممکن است. ضخامت دیواره اواپراتورها معمولاً برای اطمینان از موارد زیر تعیین می‌شود:
- شار انتقال حرارت پایدار بالا در طول فرایند
- مقاومت کششی لوله داخلی برای تحمل فشار خارجی
- مقاومت کششی لوله خارجی برای مقاومت در برابر فشار داخلی
- فضای کافی برای خوردگی
- در دسترس بودن قطعات یدکی

اواپراتورها معمولاً وقتی دارای قطر پوسته کوچکتر و طول لوله طولانی باشند، ارزان‌تر می‌شوند؛ بنابراین، اواپراتور یخ سازهای قابل پمپ به‌طور معمول تا زمانی که از نظر فیزیکی امکان‌پذیر است از توانایی تولید بیشتر نیست. با این حال، محدودیت‌های زیادی وجود دارد، از جمله فضای موجود در سایت مشتری که یخ ساز پمپاژ در آن استفاده می‌شود. تعمیر و نگهداری و سرویس: تعمیر و نگهداری مناسب یخ ساز پمپاژ باعث افزایش عمر آن می‌شود و تعمیر و نگهداری معمول می‌تواند احتمال سرویس اضطراری ناشی از خرابی اجزای اصلی مانند کمپرسور تبرید یا موتور فن، خازن هوا را به دلیل کویل کثیف و نشت مبرد کاهش دهد.
مشکلات احتمالی عبارتند از:
- خرابی موتور فن ناشی از کویل‌های کثیف و محدود کننده جریان هوا
- خرابی ترموستات در اثر کشش زیاد آمپر به دلیل کثیف بودن سیم پیچ‌های کندانسور
- خرابی کمپرسور تبرید ناشی از کثیف شدن سیم پیچ کندانسور و فشار بیش از حد سر
- محدودیت لوله مویرگی (دستگاه اندازه‌گیری) ناشی از گرم شدن بیش از حد و رسوب روغن مبرد
- سوختن سیم و خرابی آن به دلیل آمپراژ بیش از حد ناشی از فشار بالای سر و کویل‌های کندانسور کثیف
- افزایش مصرف برق به دلیل مدت زمان طولانی‌تر ناشی از کویل‌های کندانسور کثیف
- آلودگی و انسداد خط آب میعانات گازی.

در یخ ساز، از مایعی برای حذف ذرات به اندازه ۱ میکرومتر و به حداقل رساندن رسوب سطح انتقال گرما در اواپراتورها استفاده می‌شود. مبدلهای حرارتی صفحه ای نیز باید بصورت دوره ای جدا شده و تمیز شوند. تصفیه صحیح مایعات قبل از ورود آن به یخ ساز یا مبدل حرارتی صفحه ای، به کاهش میزان رسوب کمک می‌کند، در نتیجه زمان تمیز کردن و هزینه‌های نگهداری پیشگیرانه کاهش می‌یابد. اندازه نادرست سیستم فیلتر مایع منجر به هزینه‌های زودهنگام تغییر و عملکرد ضعیف می‌شود.

### تصفیه فاضلاب
فناوری‌های یخی قابل پمپ را می‌توان برای تمیز کردن (سبک سازی) رسوبات در فاضلاب توصیه کرد. در این حالت، از روشی شامل انجماد و ذوب بیشتر استفاده می‌شود. این روش منجر به تغییر در ساختار فیزیکی-شیمیایی رسوبات می‌شود و به دلیل توزیع مجدد هر نوع اتصال رطوبت با ذرات جامد رسوب، تحقق می‌یابد. انجماد رسوب باعث افزایش مقدار آب آزاد رسوب شده و کارایی بارش رسوب را بهبود می‌بخشد. بیشتر رطوبت در هر شرایطی قابلیت پخش دارد؛ بنابراین، اگر سرعت رشد کریستال از ۰۲/۰ متر بر ساعت فراتر نرود، زمان مهاجرت رطوبت از سلول‌های کلوئیدی به سطح بلور، یعنی جایی که منجمد است، وجود دارد. پس از ذوب شدن، می‌توان از آب سبک شده برای مصارف صنعتی و کشاورزی استفاده کرد. رسوبات غلیظ به فیلترها فشار داده می‌شوند تا میزان رطوبت آنها بیشتر کاهش یابد.

### نمک زدایی آب دریا
روش‌های نمک زدایی تجاری موجود، تقطیر ناگهانی، فشرده سازی بخار، اسمز معکوس و الکترودیالیز است. از نظر تئوری، انجماد دارای مزایایی نسبت به روشهای فوق است. از جمله آنها، نیاز به انرژی کمتر، حداقل پتانسیل خوردگی و مقیاس زدایی و رسوب کمی هستند. عیبش نیز این است که انجماد شامل کار با مخلوط‌های یخ و آب است که هم از نظر مکانیکی پیچیده‌است و هم از نظر انتقال و هم فرآوری. در ۵۰ سال گذشته تعداد کمی ایستگاه آب شیرین کن ساخته شده‌است، اما این روند در تولید آب شیرین برای اهداف شهرداری موفقیت‌آمیز نبوده‌است. دستگاه‌های یخ قابل پمپ به دلیل فرایند تبلور بسیار کارآمد، گزینه مناسبی را ارائه می‌دهند. با این وجود، مدلهای فعلی ظرفیت لازم برای آب شیرین کن‌های صنعتی را ندارند، اما مدلهای کوچکتر برای نیازهای آب شیرین کن در مقیاس کوچک کفایت می‌کنند.

### مواد غذایی مایع و آبمیوه
در حال حاضر، از فناوری‌های اسمز معکوس و تبخیر خلأ برای غلیظ کردن آب میوه‌ها و سایر مایعات غذایی استفاده می‌شود. در عملیات تجاری، آب میوه به‌طور معمول در اثر تبخیر، غلیظ می‌شود. از سال ۱۹۶۲، اواپراتور شتاب‌دهنده حرارتی کوتاه مدت (TASTE) به‌طور گسترده‌ای مورد استفاده قرار گرفته‌است. از طرف دیگر، در اثر تصفیه بخار در دمای بالا، به محصول مقداری آسیب می‌رسد. این عمل، منجر به افت کیفیت محصول می‌شود. جایگزین این است که آب و غذای مایع را با یک فرایند خنک سازی و انجماد غلیظ کنید. در این حالت، بلورهای آب خالص با تبلور از آب، شراب یا آبجو خارج می‌شوند. عطر، رنگ و طعم در محیط غلیظ باقی می‌ماند. کیفیت محصولات غلیظ شده توسط یخ را نمی‌توان با هیچ فناوری دیگری بدست آورد. مزایای اصلی در مقایسه با سایر تکنیک‌های انجماد مصرف انرژی کم و امکان تنظیم میزان تغییر فاز از یخ به مایع به جامد است که به نوبه خود تولید بلورهای یخ آب خالص را افزایش می‌دهد و جداسازی آب غلیظ یا مایع غذا و بلورهای یخ را ساده می‌کند.

### تولید مایعات مواد غذایی منجمد
در دهه ۱۹۹۰، نوشیدنی‌های گازدار منجمد و نوشابه‌های بدون گاز منجمد از محبوبیت زیادی برخوردار شدند. ساخت (فرایند و تجهیزات تبرید) تقریباً کلیه نوشیدنی‌های گازدار منجمد و نوشابه‌های غیر کربناتی منجمد مانند تولید یخ قابل پمپاژ سازمان یافته‌است.

### نوشیدنی‌های گازدار منجمد

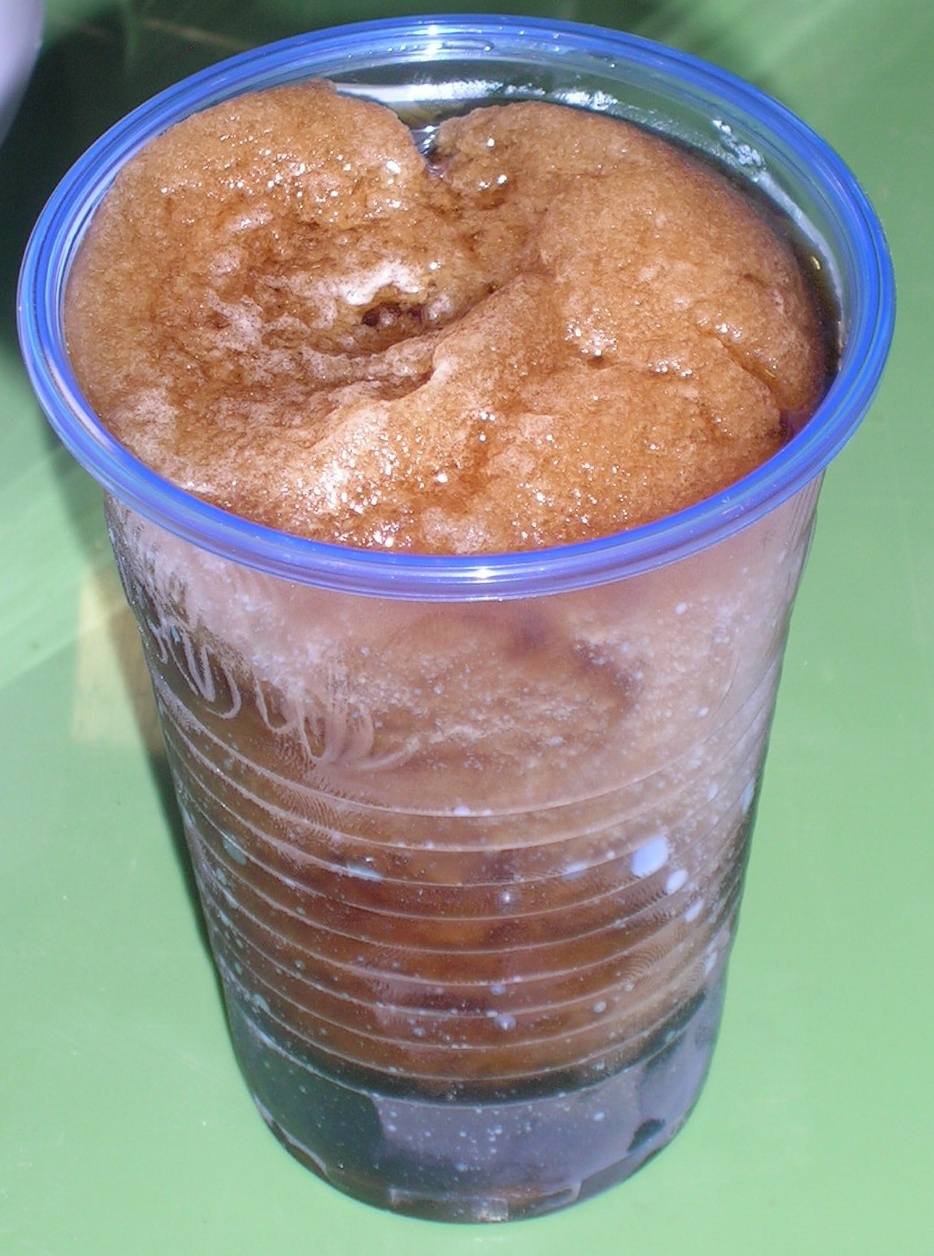
نوشیدنی گازدار منجمد

دستگاه نوشیدنی گازدار منجمد در اواخر دهه ۱۹۵۰ توسط عمر کندیک اختراع شد. برای تولید نوشیدنی‌های گازدار یخ زده، مخلوطی از شربت طعم دار، گاز دی‌اکسید کربن (CO2) و آب فیلتر شده استفاده می‌شود. به‌طور معمول، دمای اولیه مخلوط ۱۲–۱۸ درجه سانتی گراد است. مخلوط گازدار به اواپراتور دستگاه وارد می‌شود، سپس در سطح داخلی اواپراتور استوانه ای، یخ می‌زند و توسط تیغه‌ها خرد می‌شود - مخلوط کن‌ها با مقدار ۶۰ تا ۲۰۰ دور در دقیقه می‌چرخند. در حجم داخلی بلور، فشار مثبت کمی (تا ۳ بار) برای بهبود انحلال گاز در مایع حفظ می‌شود. در دستگاه‌های نوشابه گازدار منجمد مدرن، یک مدار تبرید معمولی با یک لوله مویرگی یا یک شیر انبساط گرمایی و معمولاً یک خازن هوا وجود دارد. مبرد یا مستقیماً به داخل حفره اواپراتور دو جداره یا به درون اواپراتور مارپیچ موجود در سطح خارجی بلورین وارد می‌شود. دیواره اواپراتور از جنس استنلس استیل SS316L ساخته شده‌است، که برای تماس با غذا مطابق با الزامات سازمان غذا و داروی آمریکا تأیید شده‌است. دمای اواپراتور ۳۲ تا ۲۰ − است. تولیدکنندگان، ظرفیت ساعتی دستگاه‌های تولید نوشیدنی‌های گازدار منجمد را فاش نمی‌کنند، اما مصرف انرژی برای تولید ۱۰٫۰ کیلوگرم نوشابه گازدار منجمد می‌تواند ۱٫۵–۲٫۰ کیلووات ساعت باشد. دنوشیدنی گازدار منجمد، پس از مخلوط شدن و یخ زدن در مخلوط کن بلور، از طریق نازل به درون فنجان‌ها می‌ریزد. محصول نهایی یک مخلوط غلیظ است. کیفیت نوشیدنی گازدار منجمد به عوامل زیادی از جمله غلظت، اندازه و ساختار بلورهای یخ بستگی دارد. غلظت مخلوط آب یخ دقیقاً مطابق با نمودار فاز محلول تعیین می‌شود و می‌تواند به ۵۰٪ برسد. حداکثر اندازه کریستال ۰٫۵ میلی‌متر تا ۱٫۰ میلی‌متر است. دمای اولیه تبلور مخلوط به غلظت اولیه مواد تشکیل دهنده در آب بستگی دارد و بین −2.0 C و −0.5 C قرار دارد. دمای نهایی محصول بسته به تولیدکننده بین .۰۶٫۰ درجه سانتی گراد تا -۲٫۰ درجه سانتی گراد متغیر است.

### نوشیدنی‌های بدون گاز منجمد

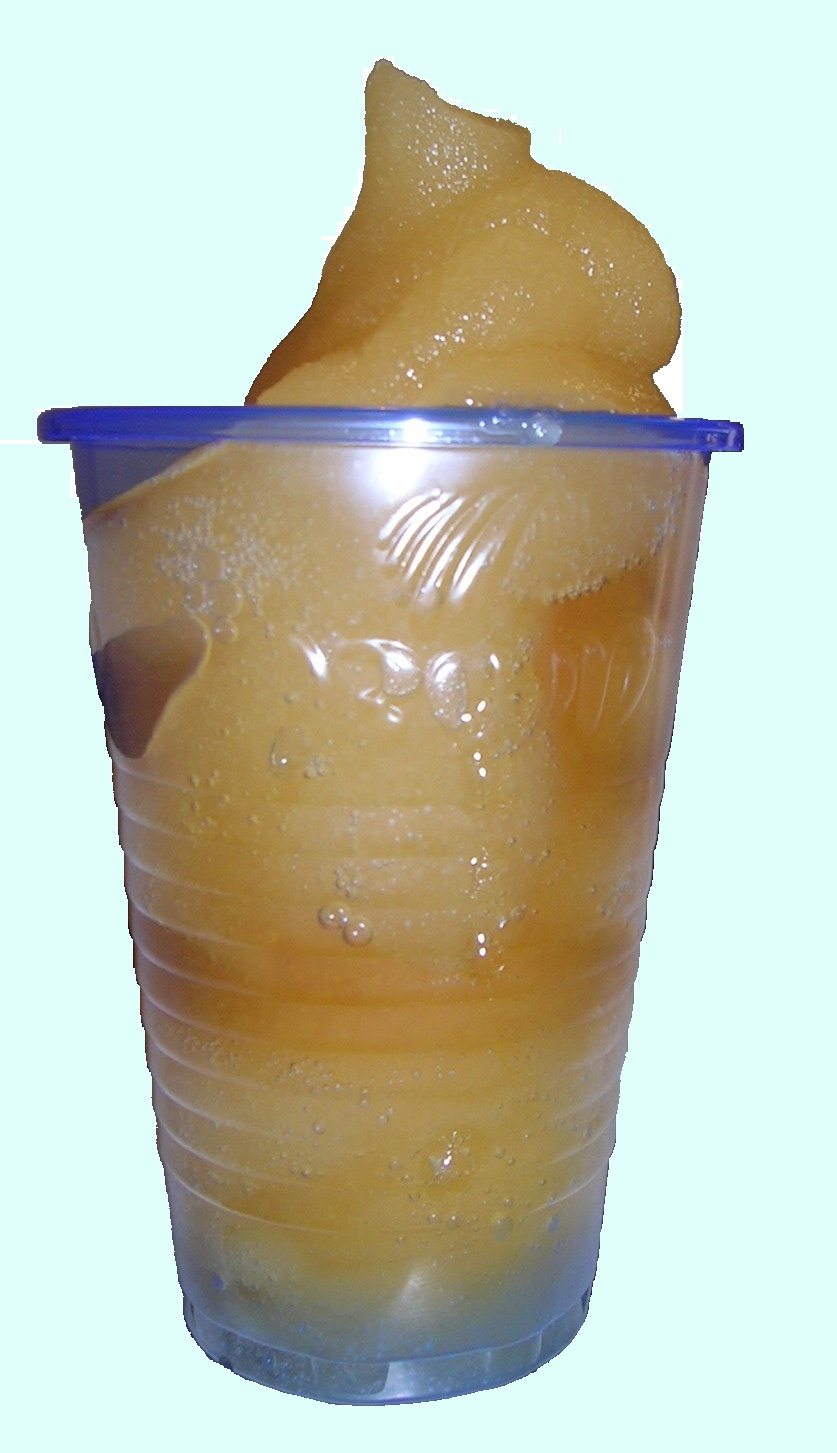
آب پرتقال منجمد

در ابتدا، نوشیدنی‌های گازدار منجمد با استفاده از میوه‌ها، آب سبزیجات یا نوشیدنی‌های حاوی قهوه، چای یا ماست تولید می‌شدند. دستگاه‌های نوشابه غیر گازدار منجمد، از آنجا که برای نگهداری در حجم کار اواپراتور، نه منبع گاز دی‌اکسید کربن و نه کارکنان آموزش دیده، نیازی به فشار مثبت کمی ندارند. در غیر این صورت، طراحی ماشین آلات نوشیدنی بدون کربنات منجمد مدرن شبیه نوشیدنی‌های گازدار منجمد است. نوشیدنی‌های بدون کربنات منجمد اغلب غلظت یخ و آب مایع بیشتری نسبت به نوشابه‌های گازدار منجمد دارند. دستگاه‌های تولید نوشیدنی‌های گازدار منجمد از پیچیدگی کمتری و ارزان تری نسبت به دستگاه‌های نوشابه گازدار منجمد برخوردار هستند و باعث رایج شدن آنها می‌شود.

### بستنی
بازار تولید بستنی در طول دهه ۱۹۹۰ به‌طور پیوسته افزایش یافته و ارزش آن چند میلیارد دلار است. هشت بازار عمده بستنی در جهان شامل ایالات متحده آمریکا، چین، ژاپن، آلمان، ایتالیا، روسیه، فرانسه و انگلیس است. رقبای اصلی این صنعت، شرکت‌های یونیلیور و نستله هستند که با هم یک سوم بازار را در اختیار دارند. پنج کشور مهم مصرف‌کننده بستنی ایالات متحده، نیوزیلند، دانمارک، استرالیا و بلژیک هستند.